# Toby Arnold

a Compétitions nationales et continentales officielles uniquement.

b Matchs officiels uniquement.
Dernière mise à jour le 7 avril 2021.
Toby Arnold, né le 11 septembre 1987, est un joueur de rugby à XV néo-zélandais qui évolue aux postes d'ailier et d'arrière. International de rugby à sept, il joue au sein du Lyon OU en 2017-2018.
Il remporte le Challenge européen avec Lyon en 2022.

## Biographie
Il a commencé sa carrière en 2009 avec les sélections néo-zélandaises sur le circuit à sept. L'année d'après, il est inclus dans la sélection néo-zélandaise à sept pour les Jeux du Commonwealth de 2010 à Delhi. En 2012, une grave blessure au genou, rupture du ligament croisé antérieur, met fin à ses rêves olympiques.
En 2013, il signe un contrat en France avec le Lyon OU pour une durée de deux ans. En mars 2015, il prolonge de deux saisons à Lyon. Il annonce au début de la saison 2016-2017 étendre son contrat à Lyon pour deux saisons supplémentaires sur son compte Instagram.
Le 8 octobre 2018, il rempile jusqu'en 2022. Il jouera encore jusqu'à la 6ème journée de Top 14 de la saison 2023/2024 en tant que joker coupe du monde avant de finalement prendre sa retraite le 11 novembre après tant d'années passées à Lyon.
Il est le meilleur marqueur d'essais du LOU avec 75 essais inscrits au total.

## Palmarès
- Vainqueur du Challenge européen 2021-2022 avec le Lyon OU
- Champion de France de Pro D2 en 2014 et 2016 avec le Lyon OU

## Statistiques en Europe
| Saison     | Club       | Championnat | Championnat | Championnat | Coupe d'Europe     | Coupe d'Europe | Coupe d'Europe |
| Saison     | Club       | Compétition | M           | Ess.        | Compétition        | M              | Ess.           |
| ---------- | ---------- | ----------- | ----------- | ----------- | ------------------ | -------------- | -------------- |
| 2013-2014  | Lyon OU    | Pro D2      | 23          | 6           | -                  | -              | -              |
| 2014-2015  | Lyon OU    | Top 14      | 20          | 6           | Challenge Européen | -              | -              |
| 2015-2016  | Lyon OU    | Pro D2      | 25          | 16          | -                  | -              | -              |
| 2016-2017  | Lyon OU    | Top 14      | 22          | 7           | Challenge Européen | 1              | -              |
| 2017-2018  | Lyon OU    | Top 14      | 25          | 12          | Challenge Européen | -              | -              |
| 2018-2019  | Lyon OU    | Top 14      | 21          | 7           | Coupe d'Europe     | 4              | 1              |
| 2019-2020  | Lyon OU    | Top 14      | 15          | 5           | Coupe d'Europe     | 4              | -              |
| 2020-2021  | Lyon OU    | Top 14      | 8           | 2           | Coupe d'Europe     | 1              | -              |
| Sous-total | Sous-total | Top 14      | 159         | 61          | Coupes d'Europe    | 10             | 1              |